# Stripped (The Rolling Stones)
Stripped, pubblicato nel 1995, è un album live dei Rolling Stones, registrato durante il Voodoo Lounge world Tour nel 1995.
Il disco è in versione "Enhanced CD" e contiene delle tracce video di Shattered, Tumbling Dice e una versione alternativa del brano Like a Rolling Stone oltre a delle interviste a Mick Jagger, Keith Richards, Charlie Watts e Ron Wood.

## Tracce
1. Street Fighting Man - 3:41
2. Like a Rolling Stone (Dylan) - 5:39
3. Not Fade Away (Petty/Hardin) - 3:06
4. Shine a Light - 4:38
5. The Spider and the Fly - 3:29
6. I'm Free - 3:13
7. Wild Horses - 5:09
8. Let It Bleed - 4:15
9. Dead Flowers - 4:13
10. Slipping Away - 4:55
11. Angie - 3:29
12. Love in Vain (Johnson) - 5:31
13. Sweet Virginia - 4:16
14. Little Baby (Dixon) - 4:00

- Tracce 1 e 4 registrate dal vivo ad Amsterdam il 26 maggio 1995
- Tracce 2 e 9 registrate dal vivo a Londra il 19 luglio 1995
- Tracce 8 e 11 registrate dal vivo a Parigi il 3 luglio 1995
- Tracce 3, 6 e 13 registrate in presa diretta nello studio di Lisbona dal 23 al 26 luglio 1995
- Tracce 5, 7, 10, 12 e 14 sono registrate in presa diretta nello studio di Tokyo dal 3 al 5 marzo 1995
- Tutte le canzoni sono di Jagger/Richards tranne dove indicato diversamente

## Formazione
The Rolling Stones
- Mick Jagger - voce, chitarra, armonica a bocca
- Keith Richards - chitarra, voce
- Ron Wood - chitarra
- Charlie Watts - batteria

Musicisti aggiuntivi
- Chuck Leavell - tastiere
- Darryl Jones - basso elettrico
- Bobby Keys - sax tenore
- Lisa Fisher - cori
- Bernard Fowler - cori

## Classifiche
| Classifica (1995) | Posizione massima |
| ----------------- | ----------------- |
| Australia         | 7                 |
| Austria           | 2                 |
| Belgio (Fiandre)  | 6                 |
| Belgio (Vallonia) | 6                 |
| Canada            | 1                 |
| Finlandia         | 5                 |
| Francia           | 4                 |
| Germania          | 3                 |
| Italia            | 6                 |
| Norvegia          | 1                 |
| Nuova Zelanda     | 23                |
| Paesi Bassi       | 2                 |
| Regno Unito       | 9                 |
| Spagna            | 5                 |
| Stati Uniti       | 9                 |
| Svezia            | 1                 |
| Svizzera          | 3                 |

## Totally Stripped
Il 3 giugno 2016 è stato pubblicato in diversi formati Totally Stripped, una versione estesa e rielaborata di Stripped contenente un documentario sul progetto originale, varie outtakes e tracce aggiuntive. Le diverse edizioni includono DVD/Blu-ray & CD e DVD/Blu-ray & LP con l'aggiunta di un singolo disco o di un doppio LP di 13 brani dal vivo non pubblicati nella versione standard di Stripped. Un'edizione limitata costituita da 5 dischi (4 DVD & 1 CD o 4 Blu-ray & 1 CD) aggiunge ulteriore materiale inedito relativo all'esibizione integrale della band e un libretto di 60 pagine.